# 東海バス松崎営業所
東海バス松崎営業所（とうかいバスまつざきえいぎょうしょ）は、静岡県賀茂郡松崎町にある東海バスの営業所。主に西伊豆地区の路線を担当する。

## 歴史
- 1999年（平成11年）
  - 2月17日 - 株式会社西伊豆東海バス設立[2]。
  - 4月1日 - 東海自動車松崎営業所が西伊豆東海バスに移管。同社の事業所となる[2]。
- 2005年（平成17年）9月17日 - グループの乗合バス事業者すべてが、全国の乗合バス事業者で初となるグリーン経営認証を受ける。
- 2017年（平成29年）9月22日 - 貸切バス事業者安全性評価認定制度で2つ星を取得。
- 2020年（令和2年）4月1日 - 東海バスグループの再編に伴い、伊豆東海バス・南伊豆東海バス・西伊豆東海バス・新東海バス・東海バスオレンジシャトルが合併し、「株式会社東海バス」が発足。従来の事業所がそのまま東海バスの営業所となった[3]。
- 2022年（令和4年）3月31日 - 宇久須案内所営業終了[4]。
- 2023年（令和5年）11月17日 - 旧宇久須案内所とバス（1999年式いすゞ・ジャーニーK）を一体的にリノベーションした宿泊施設「ばすてい」がオープン[5]。

## 所在地
所在地は以下の通り。
- 松崎営業所
静岡県賀茂郡松崎町江奈174-3
- 宇久須案内所（2022年3月31日をもって廃止、現ばすてい）
静岡県賀茂郡西伊豆町宇久須249-2

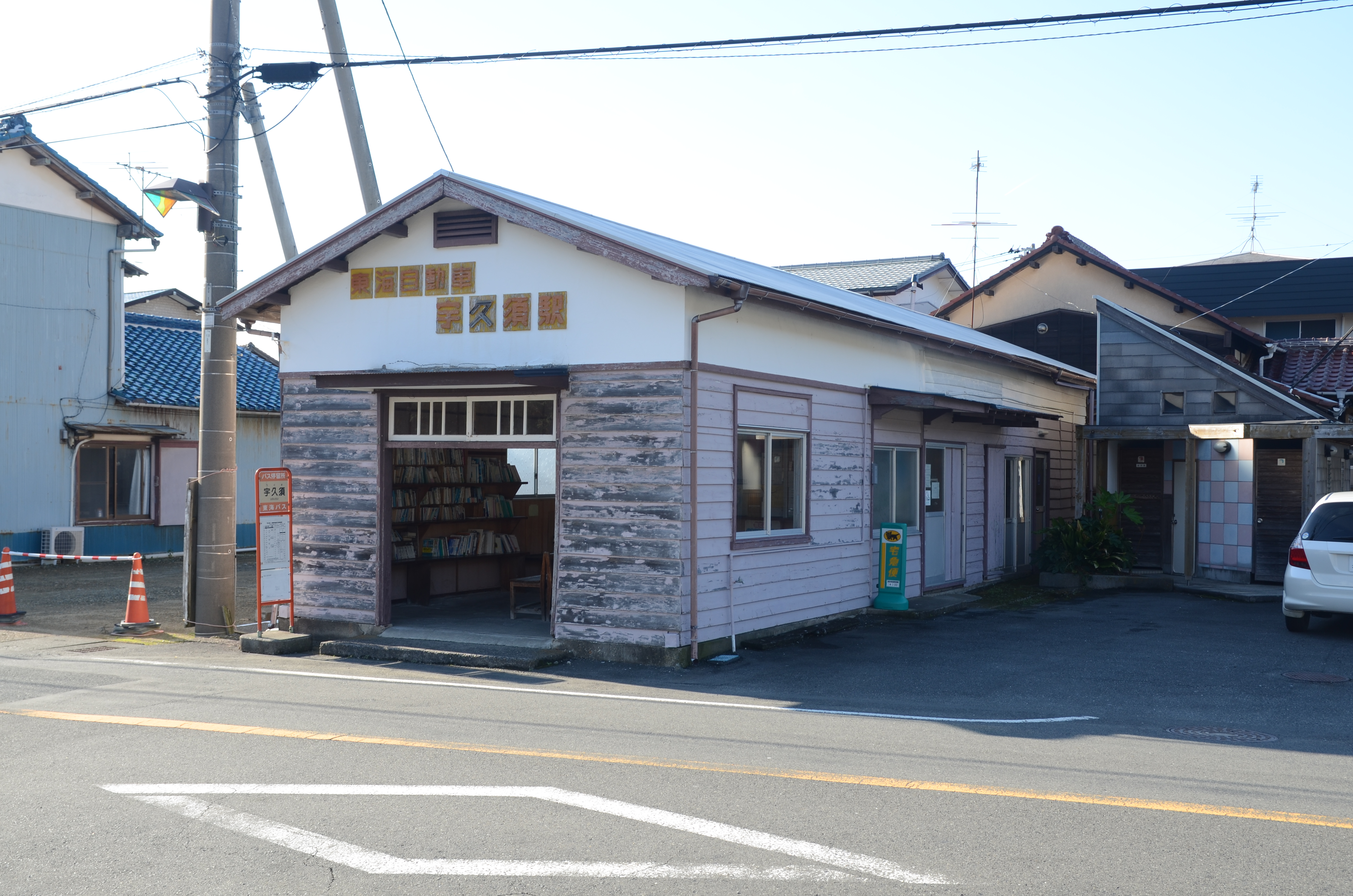
宇久須案内所
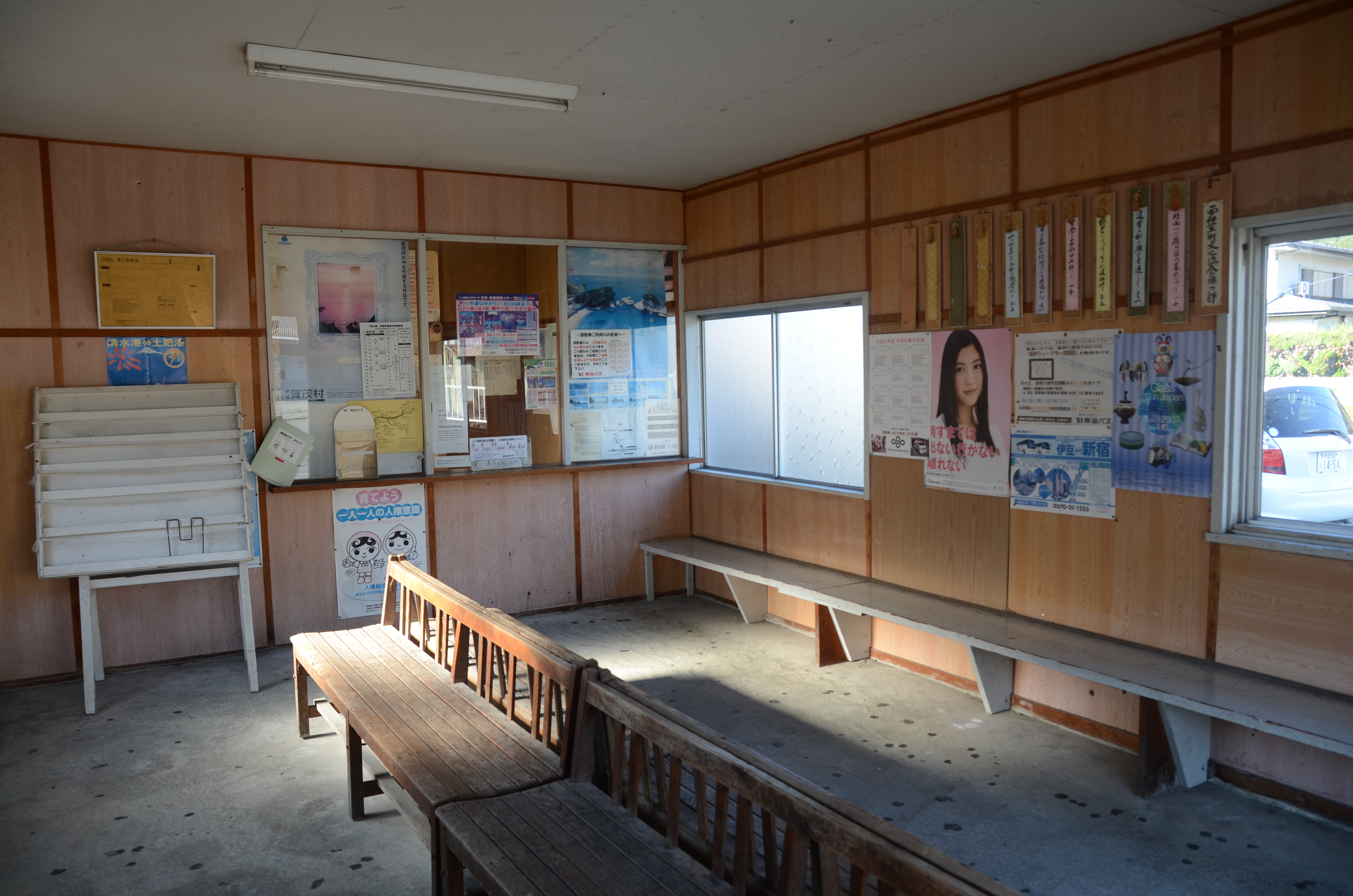
宇久須案内所（室内）
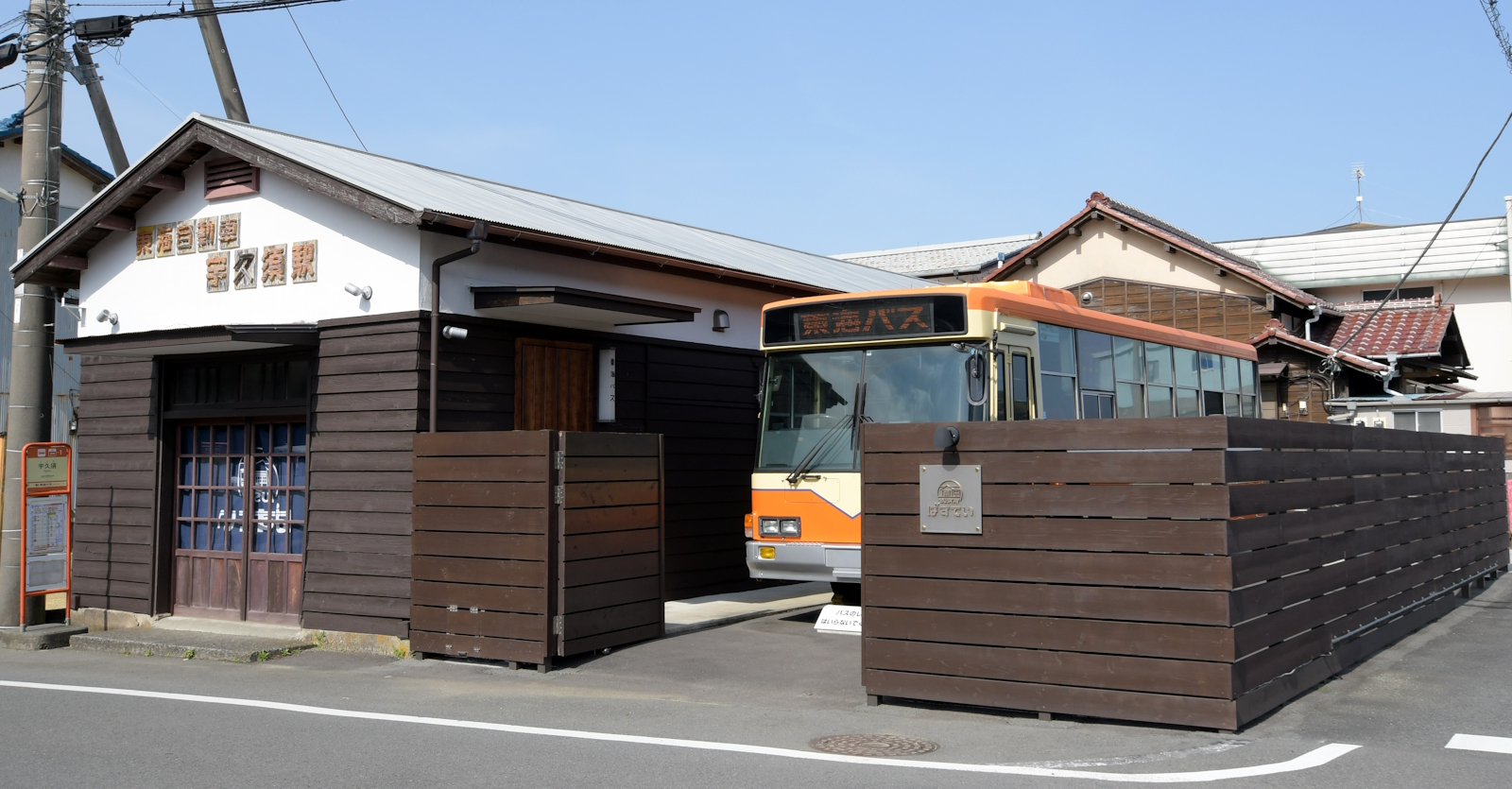
ばすてい

## 現行路線
以下の路線を運行している。

### 特急バス
西伊豆特急・快速バス
- 【W38 特急】三島駅 → 長岡温泉 → 船原温泉 → 土肥温泉 → 土肥港 → 恋人岬 → バイパス宇久須 → バイパス安良里 → 田子上 → バイパス田子 → 堂ヶ島 → 松崎
- 【W39 快速】三島駅 ← 長岡温泉 ← 修善寺駅 -  狭間/本立野- 出口 - 船原温泉 - 土肥温泉 - 土肥港 （- 土肥港フェリーターミナル） - 恋人岬 - 宇久須 - バイパス安良里 - 田子上 - バイパス田子 - 堂ヶ島 - 松崎

2019年4月1日現在、三島・修善寺から西伊豆方面へは上記の特急バスおよび快速バスが運行しており、いずれも（バイパス）宇久須 - 堂ヶ島間はバイパスを通行する。また、特急は快速と比較して、バス停の停車箇所が少なく設定されている。
特急バスは松崎方面の2便のみ運行する。天城北道路を通行するため修善寺駅は経由しない。
快速バスは修善寺方面の2便が三島駅まで運行する。また、松崎行の2便と修善寺駅行の1便は本立野経由となる。さらに、松崎行・修善寺駅行ともに3便は土肥港フェリーターミナル経由となる。
かつては東海バスオレンジシャトル（当時）と共同運行していたが、同社の担当便は2017年6月16日より休止。同社は土日祝日のみの運行だった。

### 一般路線
西海岸線
- 【W30】修善寺駅 - 出口 - 船原温泉 - 土肥温泉 - 土肥港 - 恋人岬 - 宇久須 - 安良里 - 田子上 - 田子 - 堂ヶ島 - 松崎
  - 本系統は事業者単独では維持が困難なため、国（地域間幹線系統確保維持費国庫補助金）・県（バス運行対策費補助金）の補助を受けて運行している。
  - 野竹原発土肥温泉行開校日朝1便のみ運行
- 【W31】土肥温泉 → 土肥港 → 恋人岬 → 宇久須 → 安良里 → 田子上 → 田子 → 堂ヶ島 → 松崎
- 【W32】田子上 → 田子 → 堂ヶ島 → 築地橋 → 松崎

- 【W34】宇久須 - 安良里 - 田子上 - 田子 - 堂ヶ島 - 松崎

2019年4月1日のダイヤ改正で前述の特急バス・快速バスが宇久須 - 堂ヶ島間でバイパス経由となったため、代替として日中に旧道経由で運行する当系統が設定された。本系統は事業者単独では維持が困難なため、県（静岡県路線維持助成費補助金）及び西伊豆町（西伊豆町生活路線バス維持補助金）の補助を受けて運行している。
- 【W35】松崎 → 堂ヶ島 → 田子 → 田子上 → 安良里 → 宇久須 → 恋人岬 → 土肥港 → 土肥温泉 → 八幡神社 → 馬場
  - 開校日のみ運行

バサラ峠線
- 【W40】下田駅 - 中村大橋 - 蓮台寺駅 - 下箕作 - 下田セントラルホテル - バサラ峠 - 小杉原 - 大沢温泉口 - 松崎 - 堂ヶ島 - 田子 - 田子上 - 宇久須

かつては「西伊豆ライナー」の愛称があり、また特急バスとして運行していた。南伊豆東海バス（当時）との共同運行だったが、東海バスグループ内での競合状態を見直して効率的な運用を行うために同社は撤退した。本路線は事業者単独では維持が困難なため、国（地域間幹線系統確保維持費国庫補助金）・県（バス運行対策費補助金）の補助を受けて運行している。

### 受託路線
各自治体から委託を受けて以下の自主運行バスを運行している。カッコ内は東海バスでの路線名。

#### 西伊豆町自主運行バス
宮ヶ原神田線（神田～宮ヶ原線）
- 【W15】神田（じんで） - バイパス安良里 - バイパス田子 - 堂ヶ島 - 仁科車庫 - 西伊豆病院前 - 白川 - ねぎの畑 - 宮ヶ原

2022年4月1日のダイヤ改正により、松崎と宮ヶ原を結ぶ路線から神田と宮ヶ原を結ぶ路線となった。系統番号もW10からW15へ変更した。
一部便は日祝日運休や休校日運休となっている。また、神田発宮ヶ原行の最終便は月によって時刻が異なる。
松崎神田線（西海岸線）
- 【W33】神田 - 安良里 - 田子上 - 田子郵便局 - 堂ヶ島 - 松崎

1日3往復の設定で昼の便を除いて学休日運休となっている。なお、この路線は神田側を基準としてダイヤが組まれているため、松崎側からバスを利用してその日のうちに神田まで往復することはできない。上記2路線は1999年4月1日より、西伊豆町自主運行バスとして運行。

#### 松崎町自主運行バス
松崎小杉原線（バサラ峠線）
- 【W41】小杉原 - 大沢温泉口 - 松崎

2010年4月1日より、小杉原 - 松崎間は松崎町自主運行バスとして運行。開校日のみ運行。
松崎池代線（池代線）
- 【W50】松崎 - 大沢温泉口 - 大沢温泉 - 池代

2022年2月1日にダイヤ改正を行い、毎日1往復のみの運行となっている。日中はデマンド交通での運行を行っていた（2023年2月1日に開始し、2024年3月末をもって実証運行を終了した。なお、これに伴い重複する時間帯の便を減便していたが、実証運行終了後も戻らず朝夕のみの運行となっている）。
松崎八木山線（八木山線）
- 【W55】松崎 - 長八美術館 - 重文岩科学校 - 八木山

松崎雲見入谷線（雲見入谷線）
- 【W61】松崎 - 長八美術館 - 雲見温泉 - 雲見入谷

上記3路線は1999年4月1日より、松崎町自主運行バスとして運行。

## 廃止路線

### 松崎高校線
- 【W62】松崎高校 → 子浦 → 吉祥 → 差田 → 下賀茂 → 日野 → 吉佐美 → 下田駅

### マーガレット線（蝶ヶ野・波勝崎口経由）
- 【W60】下田駅 - 吉佐美 - 日野 - 下賀茂 - 吉祥 - 子浦 - 雲見温泉 - 長八美術館 - 松崎 - 堂ヶ島

下田営業所と共管。利用者減少のため、2025年3月末をもって運行終了。

## 車両
大型28両、中型7両、小型1両の計36両を保有する（2010年1月22日現在）。西伊豆特急バス車両に限りJR三島駅への運用が有るため車両前面にJRマークのステッカーが掲示されている。

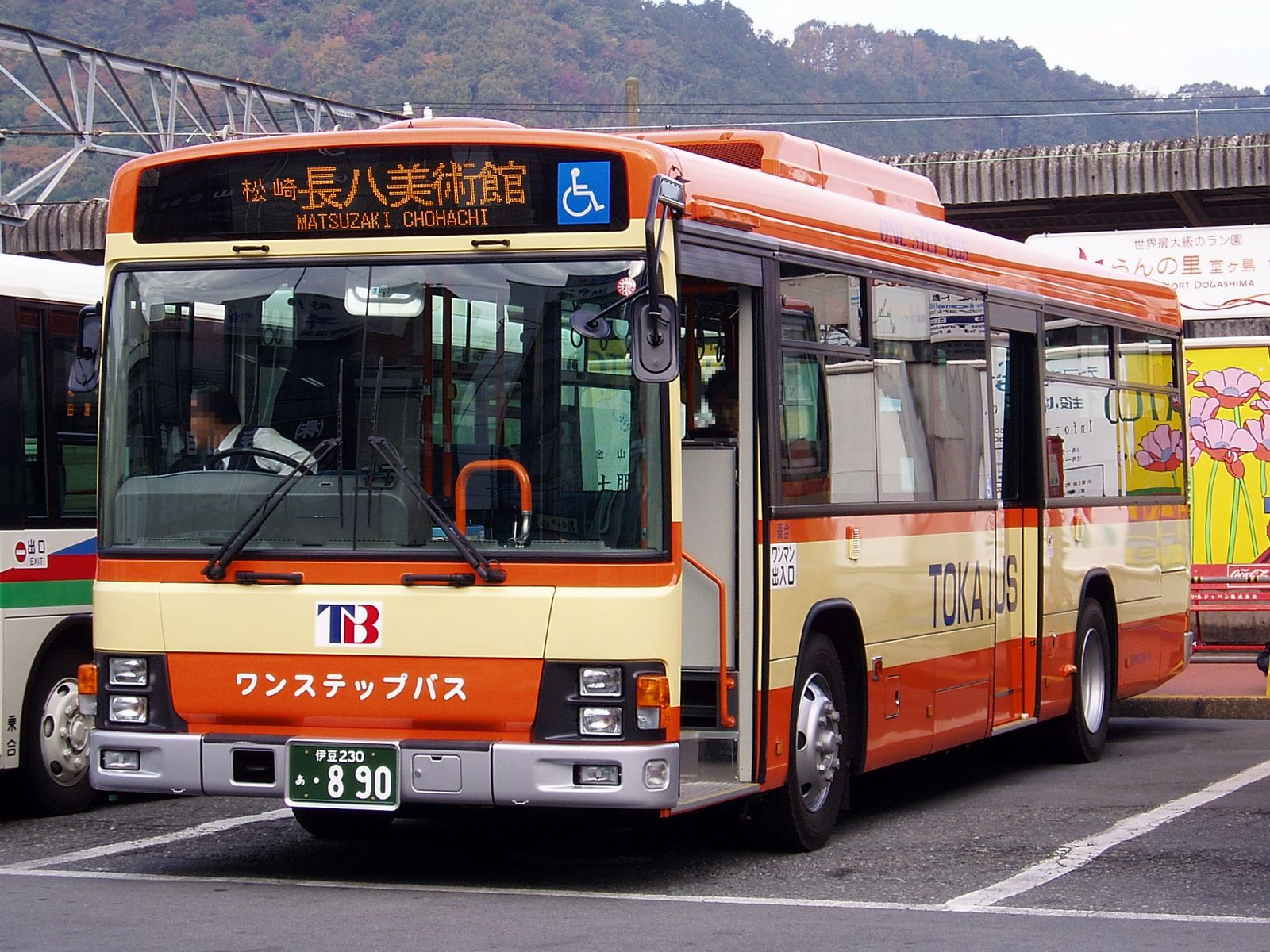
一般路線車

## その他
- 2002年度の営業係数は90.4、路線キロは175.6、輸送人員は745千人

## 旧会社
株式会社西伊豆東海バス（にしいずとうかいバス）は、かつて存在した小田急グループ・東海自動車の子会社である。本社を静岡県賀茂郡松崎町、登記上の本店を静岡県伊東市においていた。当初は株式会社東海バス発足に際して当社が存続会社となる予定だったが、実際には株式会社伊豆東海バスが存続会社となり当社は解散した。